# Raymond Dedonder
Raymond Dedonder, né le 20 août 1920 à Joinville-le-Pont et mort le 5 septembre 2004 au Kremlin-Bicêtre, est un biologiste, résistant, militant socialiste et syndicaliste français.

## Biographie
Fils d'un ouvrier joailler devenu bijoutier puis ruiné par la crise de 1929, Raymond Dedonder étudia au lycée Lakanal à Sceaux puis au lycée Saint-Louis à Paris. 
Docteur ès sciences naturelles de la Faculté des sciences de Paris, après avoir travaillé pendant un temps pour Frédéric Joliot à la direction du CNRS, il effectua sa carrière au CNRS comme chercheur en biochimie et en génétique, fut directeur de l'Institut Pasteur de 1982 à 1987, puis termina sa carrière comme directeur de recherche au CNRS. 
Il épousa Andrée Fouilloux, institutrice, avec laquelle il eut trois enfants. Il est mort en 2004.

## Distinctions
- Officier de la Légion d’honneur
- Commandeur de l’Ordre du mérite
- Commandeur des Palmes académiques
- Prix Nicloux de la Société de chimie biologique

## Publications
- Les glucides du topinambour: contribution à l'étude de leur biochimie, thèse de doctorat, Université de Paris, 1952.
- L'Emploi des réactions enzymatiques spécifiques dans l'établissement de la structure des polysaccharides, Paris, Masson, 1967.
- Mises au point de chimie analytique, organique, pharmaceutique et bromatologique, avec F. Pellerin et Roger Munier, sous la direction de J.-A. Gautier et P. Malangeau, Paris, Masson, 1967.
- Commémoration du centenaire de l'Institut Pasteur: sous la coupole de l'Institut de France, 12 octobre 1987, Académie des sciences, Paris, Institut de France, 1987.
- La découverte du virus du SIDA: la vérité sur l'affaire Gallo-Montagnier, par Maxime Schwartz et Jean Castex, d'après un texte de Raymond Dedonder, Paris, Odile Jacob, 2009.